# Dankelsried

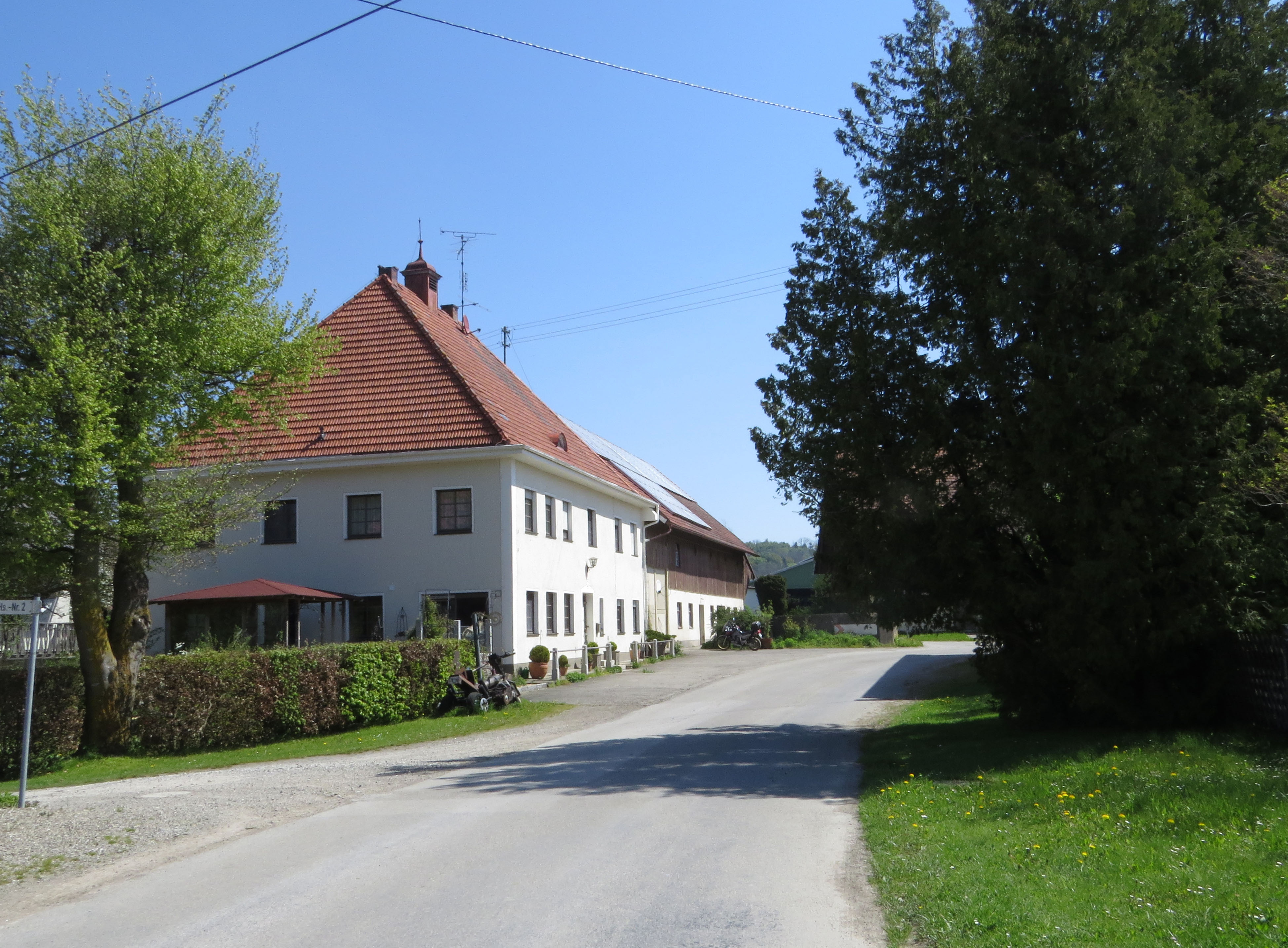
Denkmalgeschütztes Gasthaus

Dankelsried ist ein Ortsteil des oberschwäbischen Marktes Erkheim im Landkreis Unterallgäu in Bayern. 

## Lage
Das Dorf liegt etwa zwei Kilometer östlich des Marktes und ist über eine Gemeindestraße mit diesem verbunden. Westlich am Ortsrand fließt der Breitmähder Bach, der am Südrand des Ortes zu einem Fischzuchtweiher aufgestaut wird. Südlich mündet das Gunzelriedbächl in den Breitmähder Bach. Im Osten befindet sich der Schorenwald und im Norden in einem kleinen Waldgebiet das Naturdenkmal der Mineralquelle.

## Geschichte
Erstmals wurde der Ort 1209 erwähnt, als Heinrich von Reutte dem Kloster Ottobeuren je einen Hof in Oberwestheim und Dankelsried schenkte. Die erste urkundliche Erwähnung des Ortes war am 24. November 1391. Anna von Trauchburg verkaufte die Hälfte des Vogtrechtes über die Kirche in Obererkheim an ihre Nichte Agnes von Hohenthann. Dabei zählte als Pfand ein Gut in Dankelsried. Inhaber des Weilers und Burgstalles Dankelsried wurde am 16. November 1433 das Mindelheimer Heiliggeistspital durch die Schenkung des Ulrich Neger. Über diese Schenkung wurden die Herren von Teck, die seit 1365 Inhaber der Herrschaft Mindelheim waren, Grundherren von Dankelsried, denn das Heiliggeistspital besaß lediglich die Nutzungsrechte. Durch den Tod Ludwigs von Teck im Jahre 1439 kam der Ort gemeinsam mit der übrigen Herrschaft Mindelheim an die Geschwister Albrecht, Ber und Barbara von Rechberg. Der Memminger Patrizier wurde am 12. November 1465 Besitzer von Dankelsried, da die Brüder Ber und Jörg von Rechberg mit Zustimmung der Spitalpfleger Ulrich Rempboldt und Clas Spengler die Weiler Dankelsried und Arlesried mit allen Gütern, Rechten und Leibeigenen veräußerten. Auch die Hohe und Niedere Gerichtsbarkeit gehörten dazu. Die Familie Vöhlin verkaufte den Ort 1520 an die Stadt Memmingen, die ihn 1547 an das Unterhospital weitergab. Im weiteren Verlauf gerieten die Herrschaft Mindelheim und die Reichsstadt Memmingen in Streit, wer von beiden die Hohe Gerichtsbarkeit ausüben durfte. Der Streit wurde mit dem Beschluss beendet, die Hohe Gerichtsbarkeit in Zukunft gemeinsam auszuüben. Der Riedbach galt ab 1578 als Grenze der Hochgerichtsbarkeit zwischen der Herrschaft Mindelheim und der Reichsstadt Memmingen. Für im östlichen Bereich begangene Straftaten war die Hohe Gerichtsbarkeit der Herrschaft Mindelheim, im westlichen Bereich die Stadt Memmingen zuständig. 
Der 1465 und 1520 noch aus vier Höfen bestehende Ort Dankelsried wurde im Dreißigjährigen Krieg völlig zerstört. Erst 1660 erhielt Huith vom Unterhospital das Recht, zwei Höfe wieder aufzubauen. Die Heilquelle nördlich des Ortes wurde zu dieser Zeit bereits benutzt. Am 10. September 1735 wurde das Richtfest für das Dankelsrieder Badehaus gefeiert, das aus 36 Baderäumen bestand. 55 Wasserrohre wurden über Holzdeichel gespeist. Bereits ein Jahr später wurde das Bad stark besucht und entwickelte sich zu einem der bekanntesten Heilbäder in weitem Umkreis. Die Gräfin Königsegg-Rothenfels konnte am 15. Juni 1742 zu einem längeren Aufenthalt begrüßt werden. Auch der Pfleger der kurbayerischen Herrschaft Mindelheim Franz Anton von Zinth mit seiner Frau, der Memminger Bürgermeister Friedrich von Stoll zu Wespach und die Grafen Fugger verkehrten in dem Bad. Kurfürst Max III. Joseph von Bayern konnte vom Rat der Stadt Memmingen am 9. Oktober 1767 im Bad empfangen werden. Infolge der Kriegshandlungen in den Jahren 1796 bis 1800 wurde das Anwesen geplündert und verwüstet, und der Niedergang des Bades begann. Der Badwirt Johann Michael Karrer erwarb 1805 die Landwirtschaft, die Wirtschaft und das Badehaus. Das Bad musste 1840 geschlossen werden.

## Baudenkmäler
In die amtliche Denkmalliste sind
- das Dankelsrieder Badehaus, bezeichnet 1735, und
- das Gasthaus aus dem 18. Jahrhundert (modernisiert)

eingetragen, siehe Liste der Baudenkmäler in Dankelsried.